# Adenanthos obovatus
Adenanthos obovatus là một loài cây bụi trong họ Quắn hoa (Proteaceae) đặc hữu vùng tây nam Úc. Nó được mô tả bởi nhà tự nhiên học Jacques Labillardière năm 1805, và được thu thập lần đầu bởi Archibald Menzies năm 1791. Trong chi Adenanthos, nó nằm trong đoạn Eurylaema và có họ hàng gần nhất với A. barbiger. A. obovatus lai với A. detmoldii tạo ra loài lai A. × pamela. 